# ランシット運河

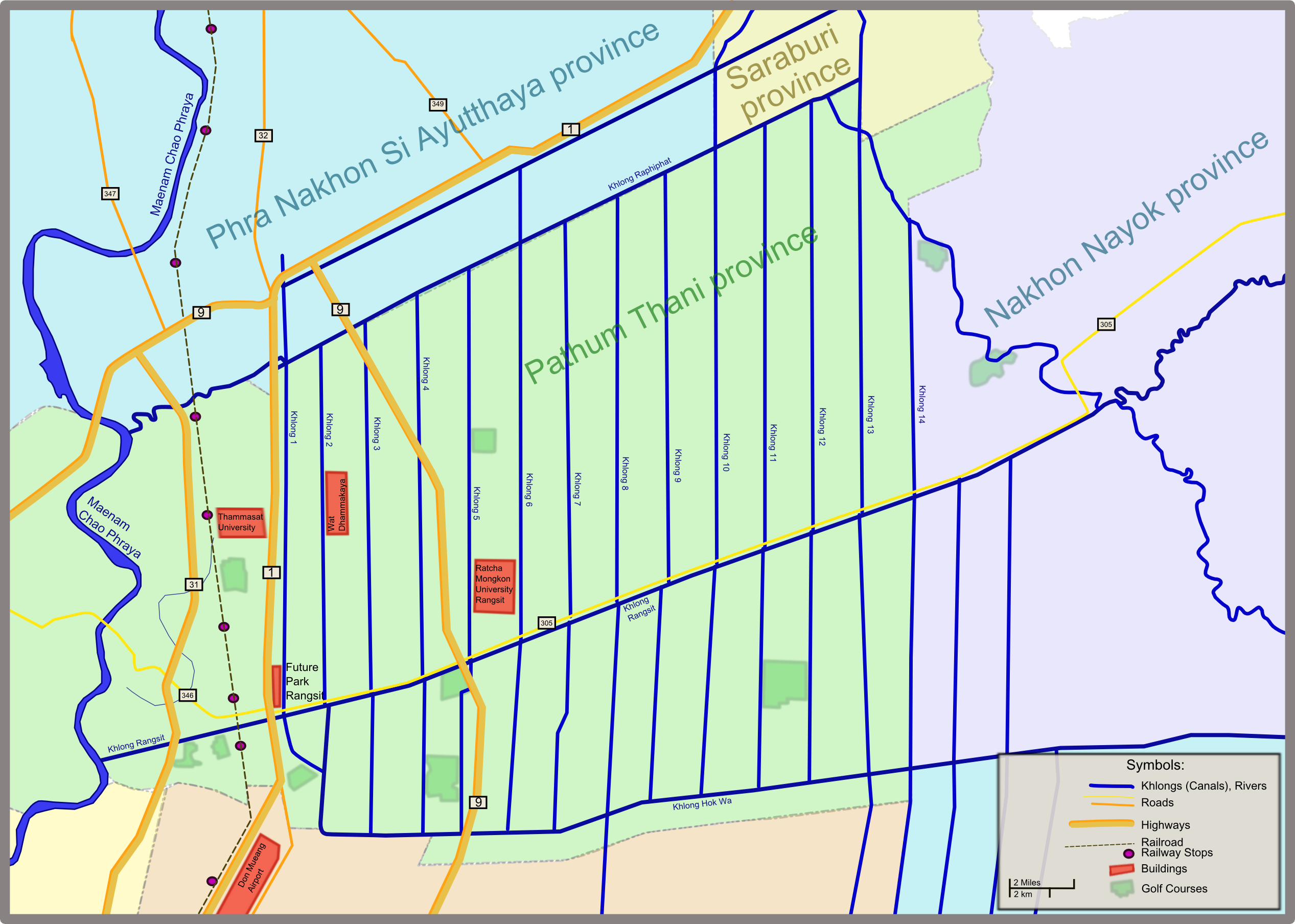
パトゥムターニー地区内、ランシット運河の地図

ランシット運河（正式名称：ランシットプラユーンサック運河）は、タイ王国で最初となる土地開発事業「ランシット計画」の中核となった運河である。

## 概要
ランシット運河はラーマ5世の治世に始められたタイで初めての農業向け灌漑事業でもあり、野原であったランシット周辺の土地を開拓し、当時の最大の輸出品目であった米の生産を拡大するために始められた。
ランシット計画は、当時の最も大きな土地開発事業だった。占有する土地の広さは約80万から150万ライで、パトゥムターニー県タンヤブリー郡・クローンルワン郡・ノーンスア郡・ラムルークカー郡の周囲、ナコーンナーヨック県オンカラック郡、バンコクノーンチョーク区・バーンケーン区、アユタヤ県ワンノーイ郡、サラブリー県ノーンケー郡の5県を含んでいる。
ランシット計画で行われた運河の掘削は、タイ国における灌漑事業、特に農業向け灌漑の出発点と見なされている。ランシット運河と支流の掘削は、ラーマ5世の治世である1890年から1905年の間に行われた。ランシット運河は、当時ランシットに住む人々の生命を支える大動脈になり、農業用水の水源、交通路、消費財の輸送路として使われる重要な運河になった。しかし、工業の発展に従って、農業用水としてのランシット運河の重要性は下がり、その役割は用水路のみになりつつある。

## 歴史
1890年、シャム運河灌漑会社（Siam Land, Canals and Irrigation Company）によってランシット運河の掘削が始められた。この会社は民間企業で、王族、貴族、西洋人が株主となっており、当初は、サーイサニッタウォン王子、プラナーナーピットパーシー（本名チューン・ブンナーク）、Joachim Grassiで構成されていたが、1892年に株主の変更が行われ、サーイサニッタウォン王子の息子であるスワパン・サニッタウォン王孫と、Erwin Müller、Hans Metzlerが新たに加わった。
サーイサニッタウォン王子は、ラーマ5世から命じられた国内の資源開発を行う必要があったが、国王の土地を用いてはならなかった。運河を掘削する土地の調査を終え、1888年、国王にシャム運河灌漑会社による運河の掘削許可を嘆願した。事業計画はイタリア人建築家ヨーキム・グレーシーに依頼され、グレーシーは「Scheme of Irrigation in Siam」計画を作成し、農業の重要な産地である、タージーン川・メークローン川・チャオプラヤー川・ナコーンナーヨック川（バンパコン川）の四河川に囲まれた低湿地のため、米作用灌漑運河の開発を提案した。
1888年1月17日、国王ラーマ5世は運河の掘削を承認し、シャム運河灌漑会社に対し25年間の運河掘削独占権を与えた。承認された計画では、会社は「国王の野原」の周辺に、新しい灌漑用運河を掘削し、その広大な野原は、西はチャオプラヤー川の東岸、北はモントン・アユタヤ（現在のアユタヤ県）の南端まで及んだ。この事業の内容は、チャオプラヤー川・ナコーンナーヨック川・パーサック川からの水を引き込む大きな運河の掘削、水田に水を流す支流運河の掘削、水位を調整するための水門の建設であった。
1888年以降の運河掘削独占権を得たとはいえ、契約はシャム運河灌漑会社に対して、運河の掘削および修繕計画の提出を義務付けており、掘削計画、運河の寸法、完成期日については、毎回事前に農業大臣の審査を受けるよう決められていた。1890年、シャム運河灌漑会社は、初めて8本の運河掘削申請書を提出したが、当時の農業大臣パーサコーンウォン（本名ポーン・ブンナーク）が許可したのはただ1本、パトゥムターニー県ムアン郡バーンヤイ区でチャオプラヤー川と交わり、もう一端はナコーンナーヨック県オンカラック郡でナコーンナーヨック川と交わる、本線の運河だけだった。
会社は1890年3月4日に掘削を始め、完成は1897年、工事に費やした時間は約7年、運河の幅は約16m（8ワー）、深さは3m、全長は56kmだった。付近の住民は、サーイサニッタウォン王子の名前にちなんで、この運河を「ジャオサーイ運河」（ジャオは敬称）、または運河の幅から「8ワー運河」と呼んだ。しかし、その後ラーマ5世により、サーイサニッタウォン王子の娘である、ヌアン・サニットウォンが生んだ、ランシットプラユーンサック王子の誕生を祝って、「ランシットプラユーンサック運河」の名が付けられた。この命名によって、以後この付近における土地開発計画は、ランシット計画と呼ばれ、この運河が流れる周辺はランシット野原と呼ばれるようになった。
1892年、シャム運河灌漑会社は再度運河掘削申請を行うが、会社の株主のひとりであるヨーキム・グレーシーがフランスの管理下（フランス政府に勤務）にあり、外国人と見なされることを理由に、申請は却下された。その後ヨーキム・グレーシーは株を放出し、1893年、会社は改めて内容を変更した運河掘削計画を提出した。当時の農業大臣スラサックモントリー（本名ジューム・セーン=チュートー）は会社に許可を与え、ランシットプラユーンサック運河から南北に分岐し、枝分かれして水田の堀へと流れる運河の掘削を許可した。
1893年から1897年にかけて、下記2本の大きな運河が掘削された。
- 6ワー下流運河、幅12m、深さ3m、全長約61km
- 6ワー上流運河、幅12m、深さ3m、全長約39km (6ワーは約12m)

大きな運河から枝分かれする小さな運河は、1892年から1905年に計59本が掘削された。
この他にも、運河の水位を調節するために、会社は2つの水門を建設した。すなわち、ランシットプラユーンサック運河の西側にあるチュラロンコーン水門と、運河の東端にはサオワパー水門であり、その名前はラーマ5世によって授けられ、1896年11月18日にラマ5世王妃によって開門式が取り行われた。もう1つの水門が、のちに6ワー下流運河に建設され、一般にはソンブーン社水門と呼ばれている。

## ランシット計画による運河掘削の成果
ランシット計画による土地開発は、ランシット野原付近に移住する人々を増やし、特に開発が行われている場所では顕著であり、その後運河の掘削に伴って北方面に広がっていった。ランシット地区に移住する人々が増えた理由としては、米の輸出が増えたこと、新しい灌漑設備が信用を得たことが挙げられる。灌漑によって水不足の問題が解決し、米の生産量が増加したため、興味を持ち水田に投資する人が増え、さらには平民や独立した奴隷までもが移住し、この周辺で新たに農業を始めるようになった。荒地だったランシット野原は姿を変え、多くの人々が住み、中国人・モン族・ラオス人・マレー人といったさまざまな民族集団と、仏教・キリスト教・イスラム教などの宗教が混ざり合う人口密集地になった。
さらに、ランシット計画による運河の掘削は、ランシット周辺の稲作耕地に増産をもたらし、タイ国内におけるコメの一大生産拠点に成長させ、生産量は中部地方の全生産量の10%に上った。政府と民間のコメ生産を促進し、1906年にはクローン・ヌン付近で初めて耕運機の試験運転を行い、1907年には初めての稲品種コンテストをランシットで開催し、農家へ品種改良を促した。ランシット地区で生産するコメは品質の高さで評価を受け、また、優秀な品種を調査して農家に提供するために、ランシットに稲の品種改良研究所が設置された。

## ランシット計画以後の開発
後になり、運河が徐々に浅くなってきたため、特に乾季において、十分に機能しなくなってきた。シャム運河灌漑会社は、契約内容に明記されている掘削者の課せられた運河を保全する義務を果たさなかった。その結果として多くの住民が転出していった。そこで1904年から、ランシット運河を政府に移管し、灌漑設備を完全に機能させるために開発することを検討し始めたが、1914年1月1日にシャム運河灌漑会社の持つ運河掘削独占権が失効するまでは、政府が手をつけることは不可能だった。ラーマ5世は、イギリス人の灌漑技術者Sir Thomas Wardの助言に従い、パーサック川の水を流すことでランシット周辺の生産量を維持するため、南パーサック計画を実施させた。計画は1915年に始められる予定だったが、それより先に第1次世界大戦が勃発したため計画は延期せざるを得なくなり、1920年に建設を開始、1922年に完成した。